# Thomas Wiedling
Thomas Wiedling (* 15. Juni 1962 in München) ist ein deutscher Schriftsteller, Übersetzer und Literaturagent.

## Leben
Thomas Wiedling studierte Germanistik und Slawistik an Universitäten in München, Freiburg sowie Moskau.
1989 machte er seinen Abschluss an der Deutschen Journalistenschule in München.
Wiedling machte sich zunächst einen Namen als Übersetzer für russische Literatur und wurde für diese Arbeit mit zahlreichen Preisen ausgezeichnet. Thomas Wiedling übersetzte unter anderem Werke von Alexandra Marinina, Alexander Terechow, Arkadij Bartov, Asar Eppel, Wladimir Sorokin, Dmitri S. Lichatschow und vielen anderen. Später veröffentlichte er auch eigene Romane.
Der Autor ist Gründungsmitglied des Münchner Übersetzerforums sowie Gründer der interaktiven online-Verlagsbuchhandlung Calle Arco.
Zusammen mit Bettina Nibbe gründete er die Literaturagentur Nibbe & Wiedling, die er seit 2017 als Wiedling Literary Agency allein weiterführt. Die Agentur platziert Werke von russischsprachigen Autoren aller Genres in allen Verwertungsformaten weltweit.
Wiedling lebt mit seiner Familie bei München. Er ist Mitglied im Verband deutschsprachiger Übersetzer literarischer und wissenschaftlicher Werke, VdÜ.

## Werke

### Eigene Werke
- Thomas Wiedling: Die Treppe. btb Verlag, München 2006, ISBN 3-442-73406-1.
- Thomas Wiedling (Herausgeber): Gruppa: Texte aus Moskau. Stuttgart 1989, ISBN 3-921992-21-4.

### Übersetzungen
- Alexandra Marinina: Auf fremdem Terrain: Anastasijas erster Fall. Fischer, Frankfurt 2003, ISBN 978-3-596-14313-9.
- Alexander Terechow: Rattenjagd. dtv, 2003, ISBN 978-3-423-20648-8.